# Chiclete com Banana (canção)
Chiclete com Banana é uma música de autoria de Gordurinha e Almira Castilho, gravada por Jackson do Pandeiro em 1959, que foi um dos seus maiores sucessos. A gravação original foi da cantora Odete Amaral, em 1958 e com o titulo original de Chicletes com Banana e autoria de Gordurinha, quando Gordurinha a ofereceu a Jackson do Pandeiro ele exigiu que para gravar teria que colocar o nome da sua esposa como co-autora, a própria Almira Castilho em uma entrevista contou o acontecido.
A letra da música reflete uma preocupação em manter o samba puro, livre da influência de ritmos estrangeiros: Eu só boto Bebop no meu samba / Quando o Tio Sam tocar num tamborim / Quando ele pegar no pandeiro e no zabumba / Quando ele aprender que o samba não é rumba (…)
Jackson do Pandeiro pode ser considerado o primero de quem se tem registro em empregar o termo samba rock.
Gilberto Gil regravou a canção em seu disco Expresso 2222, de 1972. Em 2007, Gil se apresentou com a cantora Marjorie Estiano na gravação do CD e DVD "Cidade do Samba".
Lenine também faz citação à canção cantando um trecho em sua canção Jack Soul Brasileiro. Lenine, compositor pernambucano, mistura os ritmos e temas brasileiros e americanos (desde o título) nesta música.
Recentemente, o grupo de samba Casuarina filmou um DVD pela MTV, regravando clássicos do samba de raiz, dentre eles, a canção de Gordurinha.